# NGC 7429
NGC 7429 is een open sterrenhoop in het sterrenbeeld Cepheus. Het hemelobject werd op 29 september 1829 ontdekt door de Britse astronoom John Herschel.

## Synoniemen
- OCL 249